# Nadine Wittig
Nadine Wittig (* 3. Februar 1964 in München) ist eine deutsche Kostümbildnerin.

## Leben
Nadine Wittig erhielt ihre Ausbildung u. a. im Modeatelier Peter Stanner in München, sowie an der Internationalen Sommerakademie in Salzburg. Ihr Einstieg in den Kostümbereich begann 1988 als Garderobiere bei der vielfach ausgezeichneten Familien Chronik Die zweite Heimat von Edgar Reitz. Seit 1995 arbeitet sie als selbständige Kostümbildnerin. Sie gestaltete das Kostümbild für bekannte Serien wie z. B. Dr. Klein, Die Bergretter, Der Bulle von Tölz und viele mehr. Auch versorgte sie mit ihren Kostümentwürfen Fernsehproduktionen wie Rosamunde Pilcher, Tatort, Polizeiruf 110  und Das Geheimnis des Königssees. Nadine Wittig lebt in München.

## Filmografie (Auswahl)
- 1995: Die Viersteins
- 1995: Der Bulle von Tölz
- 1997: Tatort: Bienzle und der Champion
- 1997: Polizeiruf 110: Hetzjagd
- 1999: Tatort: Bienzle und der Mann im Dunkeln
- 1999: Urlaub im Orient – Und niemand hört dein Schreien
- 1999: Morgen gehört der Himmel dir
- 2001: Dich schickt der Himmel
- 2001: Ein Vater zu Weihnachten
- 2001: Jenseits des Regenbogens
- 2001: Die Mutter meines Mannes
- 2002: Eiskalte Freunde
- 2003: Und plötzlich wieder sechzehn
- 2003: Rosamunde Pilcher: Solange es dich gibt
- 2003: Fabrixx
- 2003: Rosamunde Pilcher: Traum eines Sommers
- 2004: Rosamunde Pilcher: Vermächtnis der Liebe
- 2004: Samt und Seide
- 2005: Rosamunde Pilcher: Über den Wolken
- 2005: Eine Liebe am Gardasee
- 2005: Rosamunde Pilcher: Der Himmel über Cornwall
- 2006: Rosamunde Pilcher: Sommer der Liebe
- 2006: Das Geheimnis des Königssees
- 2006: Rosamunde Pilcher: Die Liebe ihres Lebens
- 2008–2009: Der Bergdoktor
- 2010–2013: Die Bergretter
- 2014: Die Tote aus der Schlucht
- 2016–2017: Dr. Klein (Fernsehserie, 3. und 4. Staffel)